# Autour de lui que des cadavres
Pour plus de détails, voir Fiche technique et Distribution.
Autour de lui que des cadavres (Pagò cara su muerte) est un western spaghetti italo-espagnol sorti en 1968, réalisé par León Klimovsky.

## Synopsis
Martin Rojas et d'autres petits fermiers doivent changer de vie : leurs terres ont été rachetées par les États-Unis, et la propriété de Rojas est convoitée par des gringos. Avec quelques voisins, ils font déménager leurs femmes et leurs enfants et ils s'organisent en bande pour quelques attaques à main armée. Avec l'américain Trevor, ils se lancent dans un gros coup dans la petite ville de Blackberry. Martin se met à l'abri de l'autre côté du fleuve, mais la frontière n'arrête pas le shérif qui vient l'arrêter dans son hacienda, profitant d'un accord donné par le général Santa Anna. Peu avant son arrestation, l'épouse de Martin meurt en couches de son fils Juan, qui est adopté par le shérif.
Dix ans plus tard, Martin s'évade de prison, et cherche à voir son fils. Trevor le retrouve et veut lui faire avouer où il a caché le butin. Pour faire pression sur Martin, il enlève Juan, et le torture devant lui. Martin accepte de montrer le chemin de la planque, mais s'échappe avec Juan. Après l'avoir mis en sûreté, il veut se venger des bandits, divisés entre eux. Dans le combat final avec Trevor, Martin trouve la mort.

## Fiche technique
- Titre français : Autour de lui que des cadavres
- Titre original italien : …e intorno a lui fu morte[1]
- Titre original espagnol : Pagò cara su muerte[2]
- Genre : Western spaghetti
- Réalisation : León Klimovsky
- Scénario : Odoardo Fiory, Eduardo Manzanos Brochero
- Production : Eduardo Manzanos Brochero, Luigi Mondello
- Sociétés de production : Estela Films, Nike Cinematografica[2]
- Musique : Carlo Savina
- Photographie : Emilio Foriscot
- Montage : Antonio Jimeno
- Décors : Jaime Perez Cubero[1]
- Durée : 107 minutes
- Année de sortie : 1968
- Pays :  Espagne,  Italie
- Langue : espagnol
- Date de sortie en salle en France : 29 août 1973[3]

## Distribution
- Guglielmo Spoletini (it) (sous le pseudo de William Bogart) : Martin Rojas
- Wayde Preston (en) : Marshal Johnny Silver
- Agnès Spaak : Maria Rojas
- Eduardo Fajardo : Trevor
- Fernando Sánchez Polack (en) : Andreas Yuma Corranza
- Pilar Cansino : Norma Stacy
- Miguel del Castillo : banquier
- Manuel Tejada : moine
- Alberto Gadea
- Jaime de Pedro
- Andrea Bosic
- Juan Fairen
- Fabrizio Mondello : Juan Rojas
- Sydney Chaplin : shérif Red Stacy
- Javier Rivera